# Currie Cup 1976
La Currie Cup de 1976 fue la trigésimo octava edición del principal torneo de rugby provincial de Sudáfrica.
El campeón fue el equipo de Orange Free State quienes obtuvieron su primer campeonato.

## Participantes

### Fase Final
| Equipo            | Título            |
| ----------------- | ----------------- |
| Orange Free State | Ganador Sección A |
| Western Province  | Ganador Sección B |

### Final
| 1976 | Orange Free State | 33 - 16 | Western Province | Bloemfontein, |  |

### Campeón
| Bandera de Sudáfrica      |
| Campeón Orange Free State |
| Primer título             |